# バート・シュタッフェルシュタイン
バート・シュタッフェルシュタイン (ドイツ語: Bad Staffelstein, ドイツ語発音: [baːt ˈʃtaf̩lʃta‿in]) は、ドイツのバイエルン州オーバーフランケン行政管区リヒテンフェルス郡の都市。「マイン川上流の神の庭」と称えられる美しい風景に周りを囲まれ、多くの見所に恵まれている。中には、バルタザール・ノイマンの手による十四聖人のバシリカ聖堂、バンツ修道院、城館、ハイキングコースになっている標高540mのシュタッフェルベルクがある。遅くとも、2001年に「バート」の称号をシュタッフェルシュタインにもたらした温泉が作られてからは、人気の観光地となっている。

## 地理
バート・シュタッフェルシュタインは、オーバーフランケンのリヒテンフェルス郡に属する。マイン川の両岸にまたがっているが、中心街は左岸に位置する。この街の故郷の山はマイン左岸の標高539mのシュタッフェルベルクと、ライン右岸の高さ451mのアイアーベルクである。

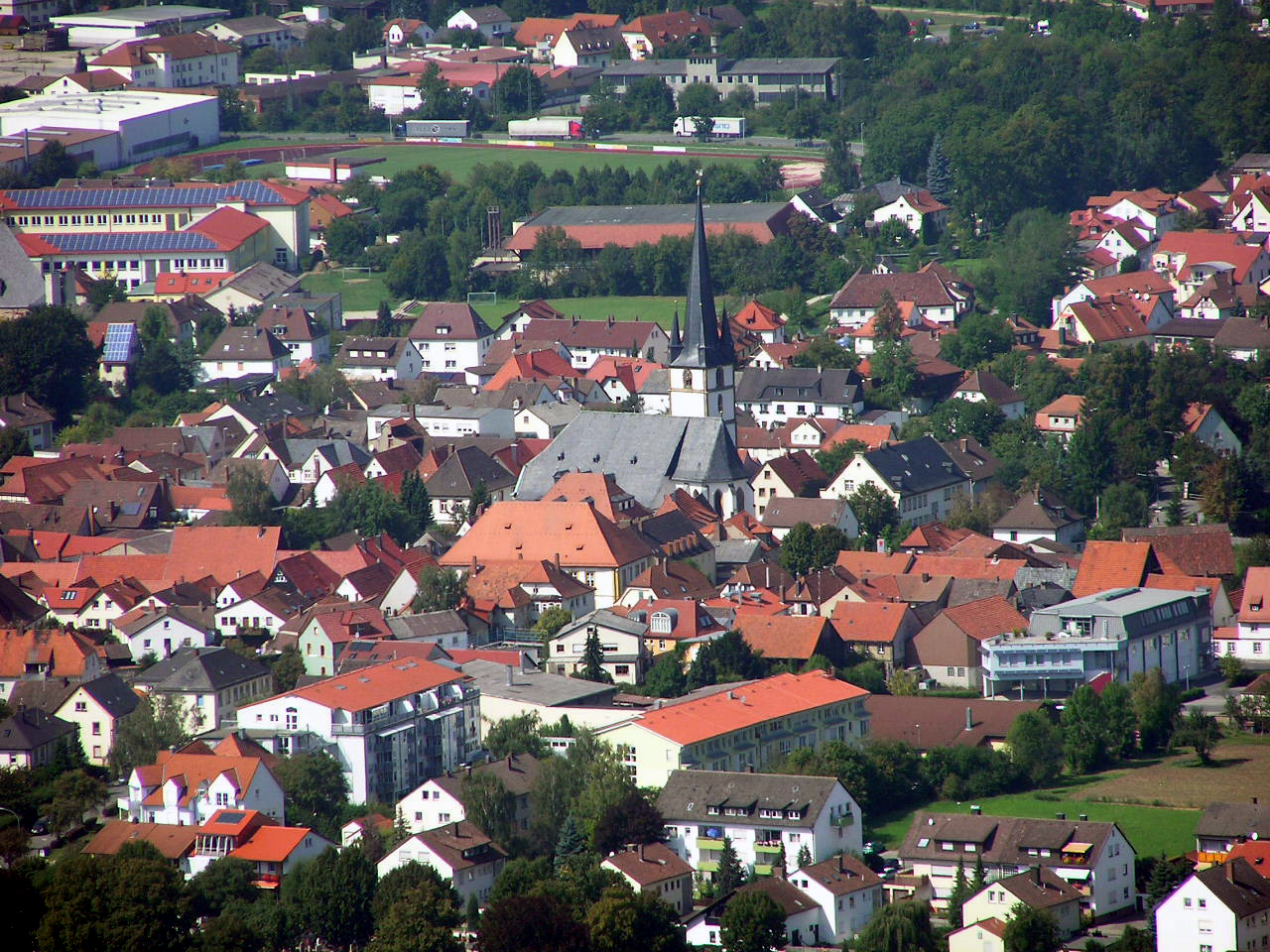
シュタッフェルベルクからバート・シュタッフェルシュタインを望む

### 市の構成
本市は、公式には39の地区 (Ort) からなる。このうち小集落や孤立農場などを除く集落を以下に列記する。
| - アルテンバンツ - エント - フラウエンドルフ - ゲスミッツ - グルントフェルト - ハウゼン - ホルスドルフ - カイダー - キュンマースロイト | - ロッフェルト - ネーデンスドルフ - ノイバンツ - ピュヒッツ - ローマンスタール - シェーンブルン - シュヴァープタール - ゼルケンドルフ | - シュターデル - バート・シュタッフェルシュタイン - シュトゥープラング - エッツィング - ウンアースドルフ - ウンターツェトリッツ - ヴィーゼン - ヴォルフスドルフ |

## 歴史
シュタッフェルベルクには新石器時代から人が暮らしていた。ケルト時代のオッピドゥムも遺されている。プトレマイオスは Menosgada として言及したが、キリスト生誕の頃には放棄され、マイン渓谷へと降りていった。シュタッフェルシュタインが史料に初めて登場するのは800年頃のことである。9世紀の中頃にはこの集落はフルダ修道院の所領となり、11世紀にはバンベルクの領主司教のものとなった。1130年に皇帝ロタール3世は、ゲオルク兄弟（バンベルク聖堂の参事会員）にシュタッフェルシュタインの市場の開催権、独占営業権、関税権を与えた。1148年に4つの集落が合併した。1422年、バンベルク司教フリードリヒ3世はシュタッフェルシュタインに市壁を建設する権利を与えた。1473年、騎士のウルリヒ・フォン・デア・ヴァイデの攻撃により火災が起き、街は荒廃した。三十年戦争さなかの1633年2月7日にスウェーデン軍に征服され、近郊は破壊された。1634年、ペストにより400人の命が失われた。1684年には新たに大火が起こり、市内の建物の半数が犠牲となった。街が今日のバロック様式の外観を手に入れたのは、この復興に際してであった。バンツ修道院（1719年献堂）、14聖人のバシリカ聖堂（1772年完成）という2つの重要な教会建築が周辺のバロック風のたたずまいにアクセントを添えた。19世紀初め、バンベルクの領主司教領は、したがってシュタッフェルシュタインも、バイエルン王国の統治下に置かれることとなった。

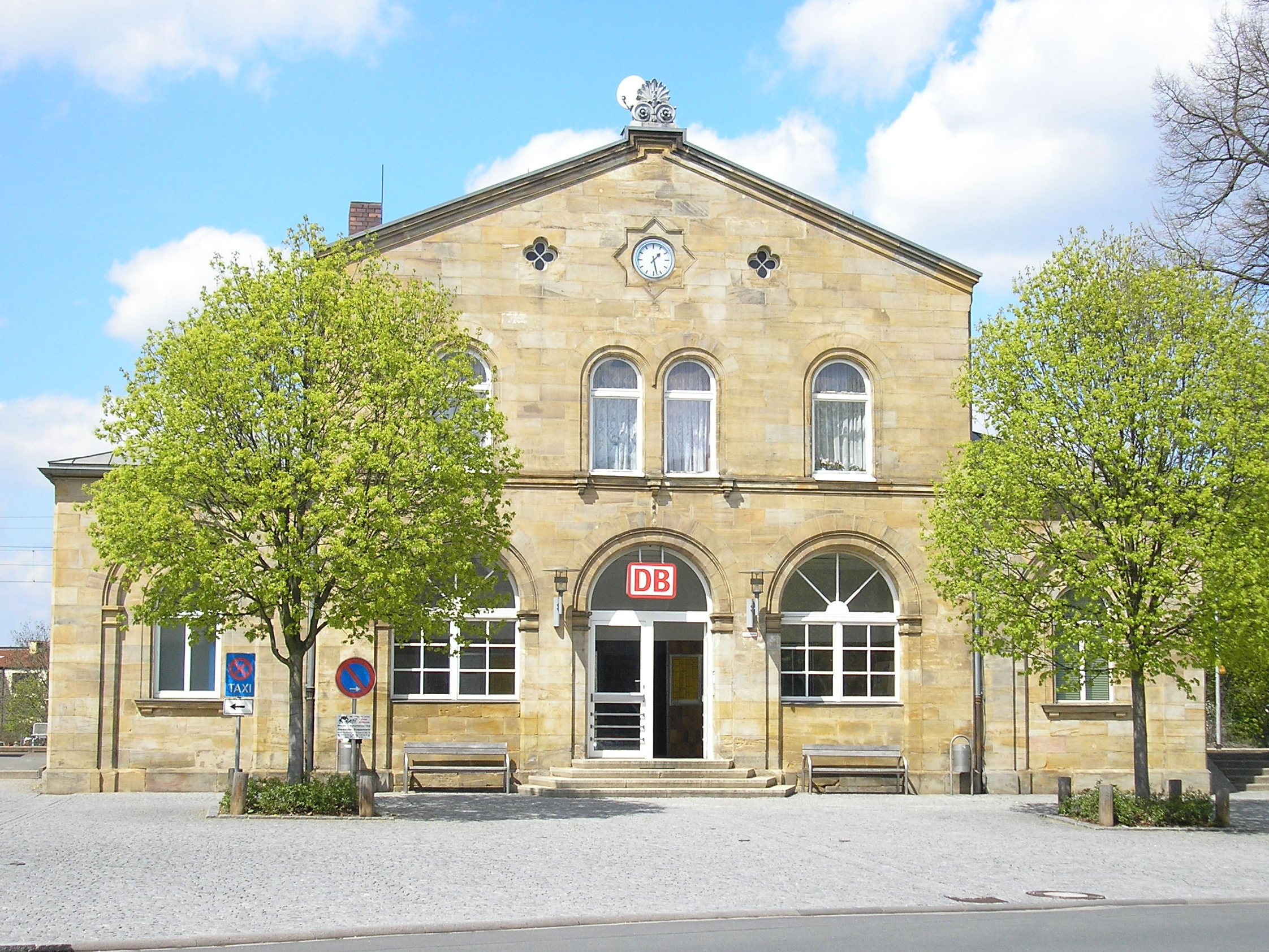
シュタッフェルシュタイン駅

1846年にルートヴィヒ南北鉄道はこの町に鉄道網を敷いた。
1975年、地下1000mから50℃の温水が湧き出した。1999年以降、クアパークや製塩装置が建設され、2001年には薬浴施設が設けられた。

### 小地区

#### カイダー

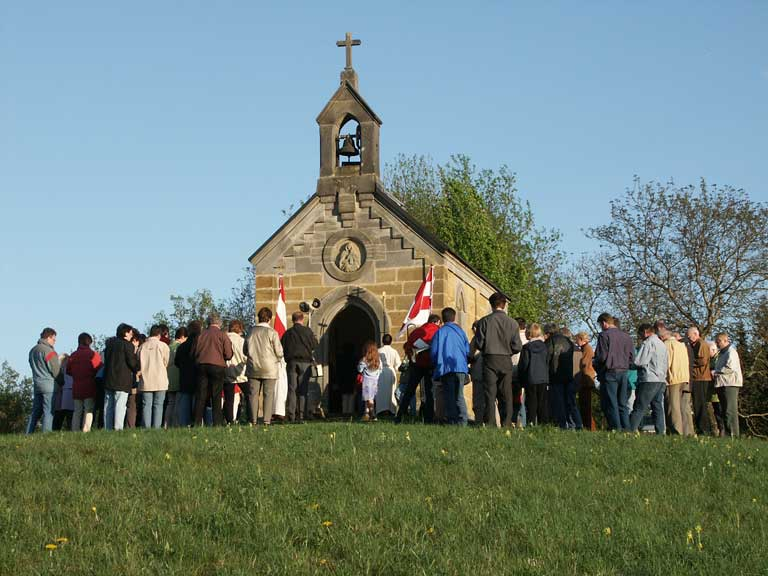
カイダの聖マリエン礼拝堂

カイダーは、地元の採石業と聖マリエン礼拝堂で知られている。この礼拝堂は、目立った丘の上、州道のバート・シュタッフェルシュタイン - ヴァッテンドルフ線沿いに建っている。
カイダーはかつては「ダーベルマンスドルフ」と呼ばれていたが、遅くとも1542年には「カイザー」の名が用いられていたことが証明されている。
カイダーが文献に初めて登場するのは、1299年12月12日のことである。この時、バンベルクの騎士であったアルベルト・フォン・ギーヒが、妻のヴィルティン・エリーザベトとその兄弟のクニムント（バンベルク司教座教会の参事会員であった）の同意を得て、ヌヴェゼツェ（ノイゼス・アム・マイン）、オプリストフェルト（レドヴィッツ・アン・デア・ローダッハ）およびダーベルマンスドルフ（現在のカイダー）の全財産をラングハイム修道院に売却したのだった。その売却額は126ポンド・バンベルク・ディナールに達したとされている。

#### シュヴァープタール
シュヴァープタールはバート・シュタッフェルシュタインの東、約7kmに位置する人口200人ほどの小地区である。ここはドイツ年金保険ベルリンの運営するレーハ＝クリニックで周辺地域に知られている。レーハ＝クリニックは、シュヴァープタールの集落から徒歩10分ほどの静かな環境の中にある。

### 市町村合併
1972年の郡再編で、この町は重大な変化を経験した。この町のかつての郡役場は、中心的な行政機関としての機能を失った。1978年のこの郡地域の再編により、行政機能の喪失と地域の中心的役割の埋め合わせがなされた。

### 人口推移
- 1900年：1,724人
- 1977年：4,985人（市町村再編前）
- 1978年：9,881人（市町村再編後）

## 文化と見所

### 博物館
- バート・シュタッフェルシュタイン市博物館
- バンツ城化石収集館

### 建造物
- 1684年7月5日の火事で市内全域は焼き尽くされた。このため、ほとんどの建物は、この火事以降に建造されたものである。
- ラートハウス（市議会堂）は、4階建てのフランケン風の木組み建築（1684年から1687年建造）で、マルクト広場を強く印象づける。
- バンベルク塔（普段は単に「Stadtturm（市の塔）」と呼ばれる）は、市の防衛施設の一つとして建造された。一時期は美術展示会などにも使われた。
- 十四聖人のバシリカ聖堂
- バンツ城、すなわちバンツ修道院

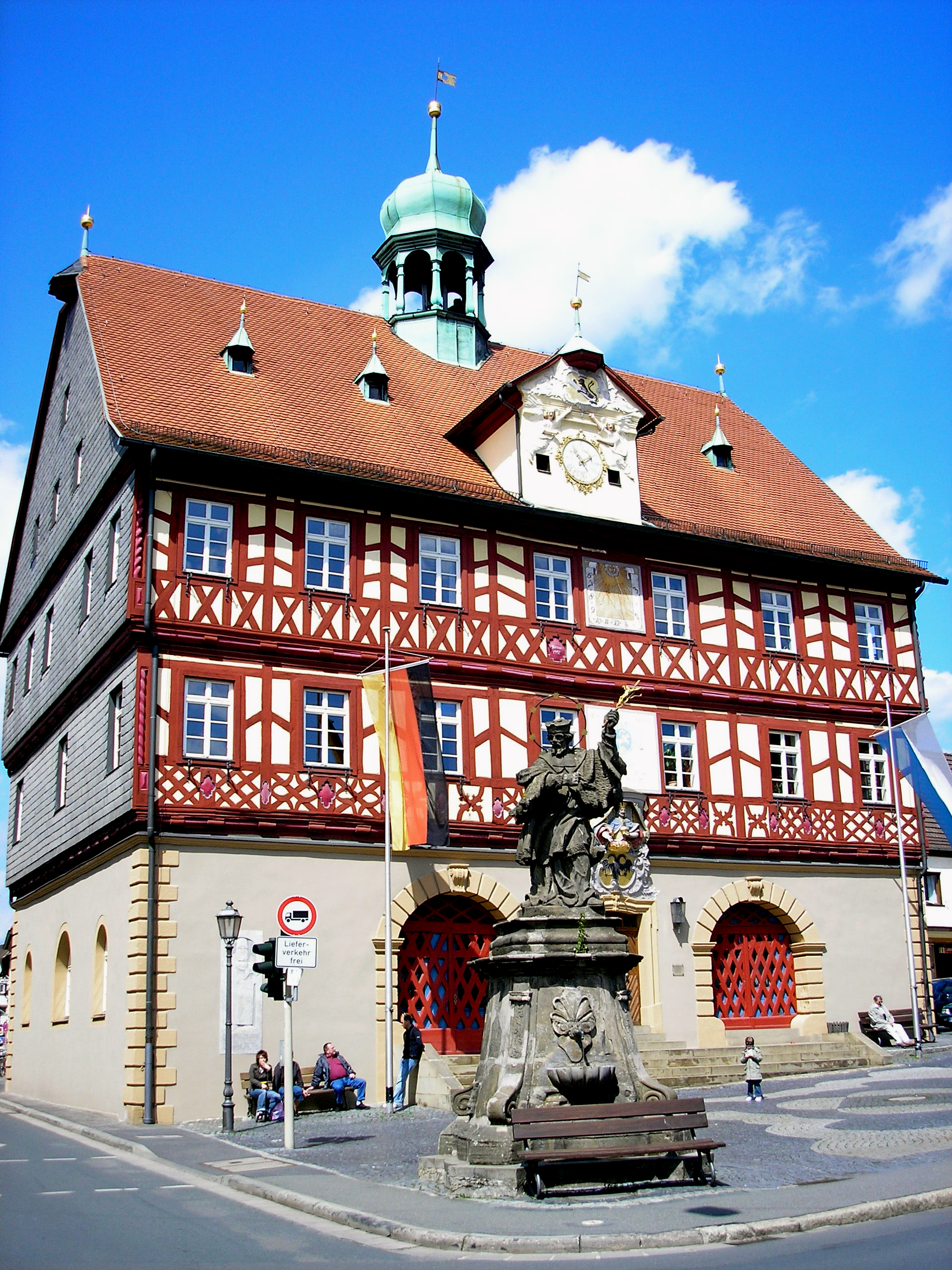
ラートハウス
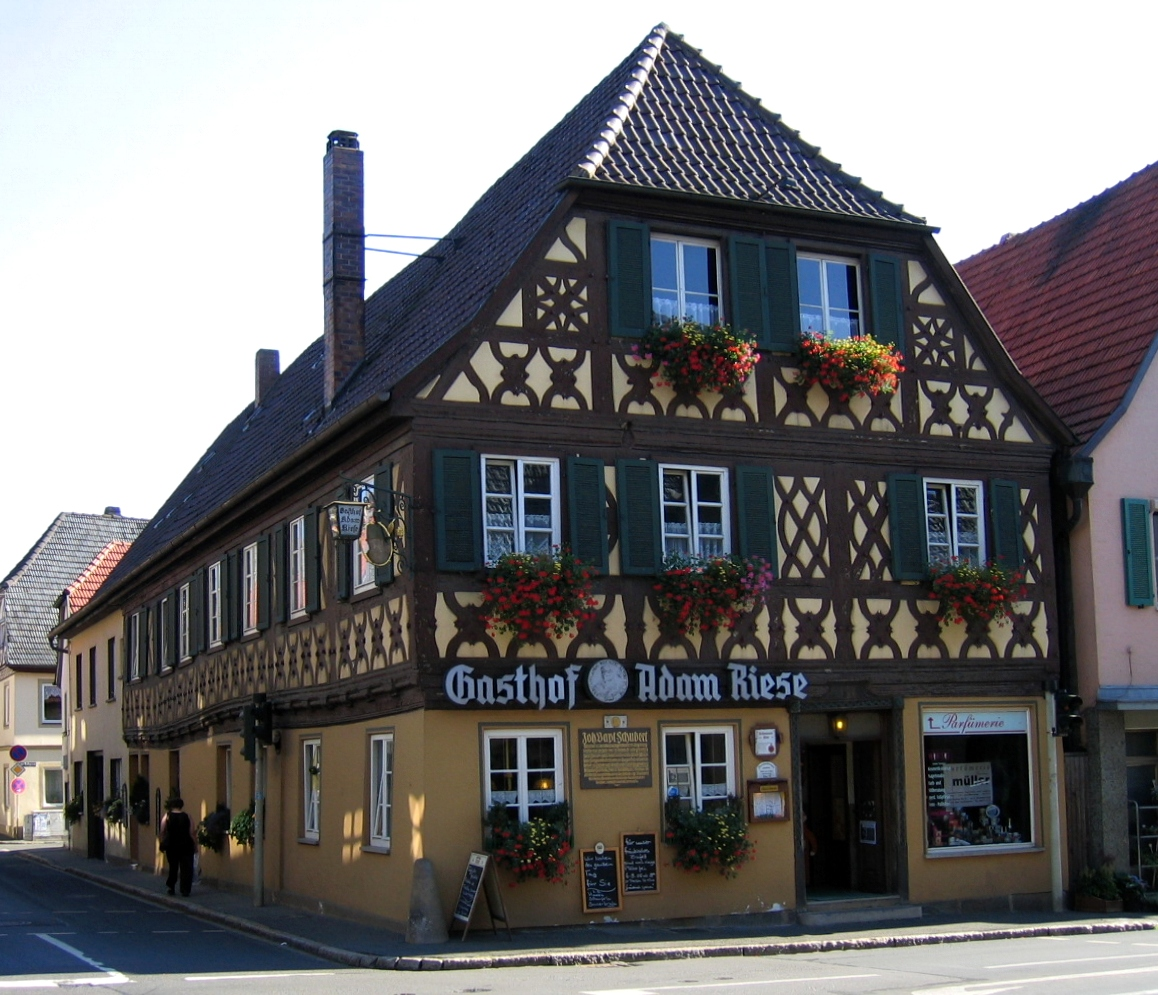
ラートハウス広場に面した木組み建築
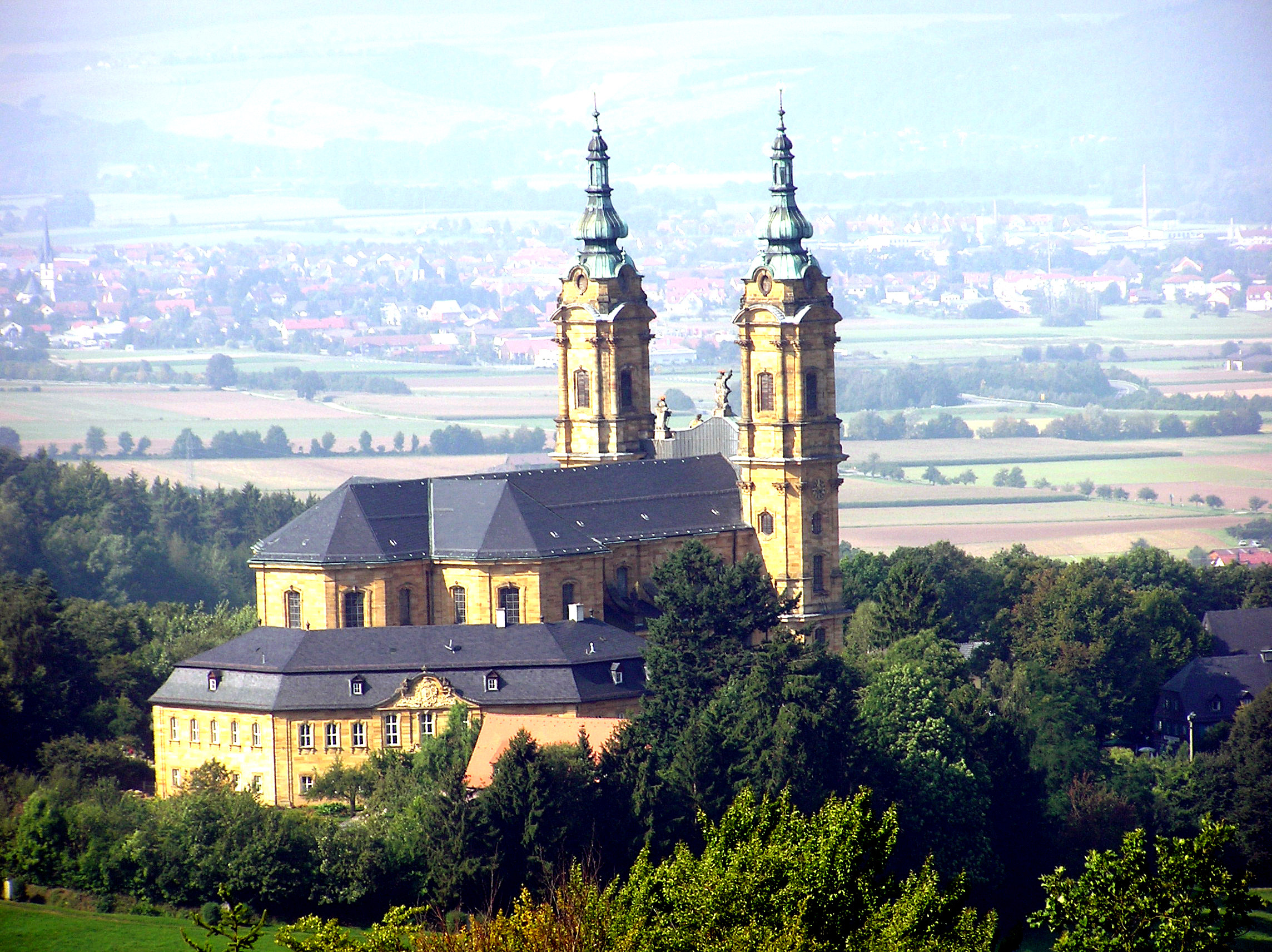
14聖人聖堂
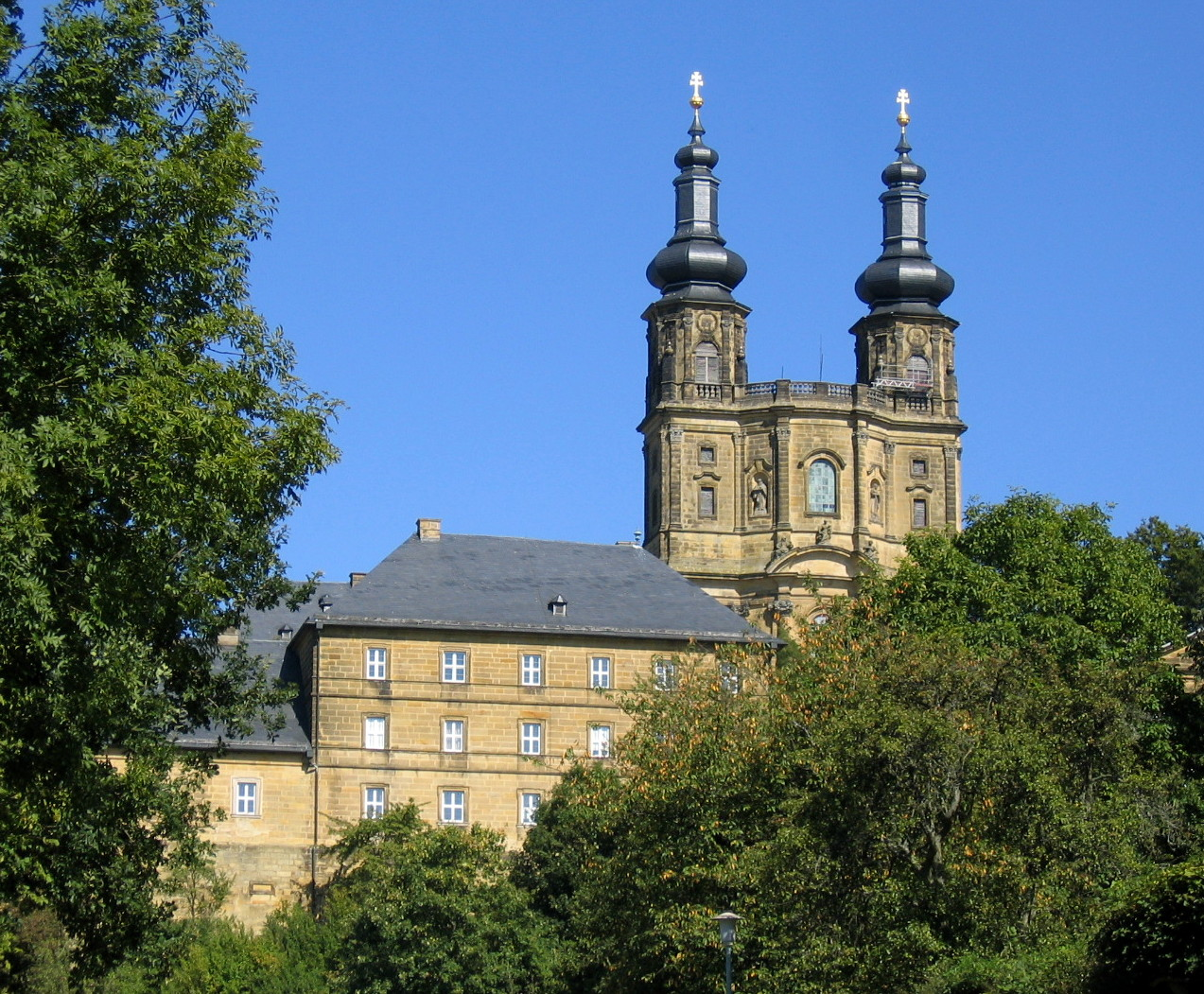
バンツ修道院

### 年中行事
- シュタッフェルシュタイン春の車祭り（3月）
- オーバーマイン・マラソン（4月）
- 夏の夕べの歌謡祭（7月）
- 旧市街フェスタ（7月末）
- 射撃祭（8月）
- コーブルクおよびバンベルクの学生集会（9月）

## 公共施設
シュタッフェルシュタインには、1975年以降、兵役拒否者のための兵役代替社会奉仕勤務施設が設けられている。

### 愛好会
- Colloquium Historicum Wirsbergense e.V. バートシュタッフェルシュタイン支部会（歴史愛好会）
- TSV 1860 Staffelstein（スポーツ愛好会）
- Musikverein Uetzing-Serkendorf（音楽愛好会）
- Kultur-Initiative-Staffelstein e.V.（文化芸術愛好会）
- Wintersportverein WSV Bad Staffelstein（ウィンタースポーツ愛好会）

## 人物

### 出身者
- アダム・リース（1492年 - 1559年） - 数学者。18世紀までは、学校での数学教育の教材として彼の著作が用いられていた。

## 引用
1. ↑  https://www.statistikdaten.bayern.de/genesis/online?operation=result&code=12411-003r&leerzeilen=false&language=de Genesis-Online-Datenbank des Bayerischen Landesamtes für Statistik Tabelle 12411-003r Fortschreibung des Bevölkerungsstandes: Gemeinden, Stichtag (Einwohnerzahlen auf Grundlage des Zensus 2011)
2. ↑  Max Mangold, ed (2005). Duden, Aussprachewörterbuch (6 ed.). Dudenverl. pp. 181, 742. ISBN 978-3-411-04066-7
3. ↑  Bayerische Landesbibliothek Online